# Stade António Coimbra da Mota
 (mars 2025).
Si vous disposez d'ouvrages ou d'articles de référence ou si vous connaissez des sites web de qualité traitant du thème abordé ici, merci de compléter l'article en donnant les références utiles à sa vérifiabilité et en les liant à la section « Notes et références ».
Le stade António Coimbra da Mota est un stade polyvalent situé à Estoril, localité située en bordure de l'Atlantique, à 18 km à l'ouest de Lisbonne, au Portugal. Il a une capacité de 8 000 places

## Historique
Le stade a été inauguré le 1er janvier 1939. Il a une capacité de 8 000 places.

## Utilisation
Le club résident est le club de football du GD Estoril qui évolue en Primeira Liga depuis sa montée lors de la saison 2020-2021.
L'équipe de Suède de football a utilisé le stade comme terrain d'entraînement en vue du championnat d'Europe de football 2004.